# Runaway/I Still Love You
Runaway/I Still Love You è un singolo di Mina, pubblicato su vinile a 45 giri nel 1974. Il singolo non è uscito in Italia, ma invece, negli Paesi Bassi, per la Omega International, una etichetta di quel paese.

## Tracce
Lato A
- Runaway - 4:48 - (Andrea Lo Vecchio - Shel Shapiro)

Arrangiamento: Pino Presti
Lato B
- I Still Love You - 4:10 - (Andrea Lo Vecchio - Shel Shapiro)

Arrangiamento: Pino Presti

## Il disco
Il singolo contiene rare versioni in inglese di due brani conosciuti di Mina, E poi..., dell'album Frutta e verdura e Fate piano, tratto da Altro.
Il singolo è uscito per il mercato straniero.

## Musicisti (Runaway)
- Pino Presti: basso, Fender Rhodes, pianoforte
- Shel Shapiro: chitarra acustica
- Andrea Sacchi: chitarra elettrica e acustica
- Fabio Treves: armonica
- Tullio De Piscopo: batteria, percussioni
- Renè Mantegna: congas, percussioni
- Tecnico del suono: Nuccio Rinaldis

## Versioni tracce
- Runaway:

versione originale E poi..., vedi Frutta e verdura
versione Live '78, vedi Mina Live '78
versione '92 mixata con Un nuovo amico, vedi Sorelle Lumière
versione in spagnolo Y que?, vedi Colección latina
versione in tedesco Und dann, vedi Heisser Sand
versione in inglese Runaway, vedi Runaway/I Still Love You (Singolo inglese '74)
versione in francese Et puis ça sert à quoi vedi Mina (Album francese '76)
versione in francese Et puis ça sert à quoi vedi Mina (Je suis Mina 2011)
versione in spagnolo Y Qué? vedi Mina (Yo soy Mina 2011)
- I still love you

versione originale Fate piano, vedi Altro